# گوردون فوربز
 گوردون فوربز (انگلیسی: Gordon Forbes؛ زاده ۲۱ فوریهٔ ۱۹۳۴) یک تنیس‌باز اهل آفریقای جنوبی است.